# Polibenzimidazolo

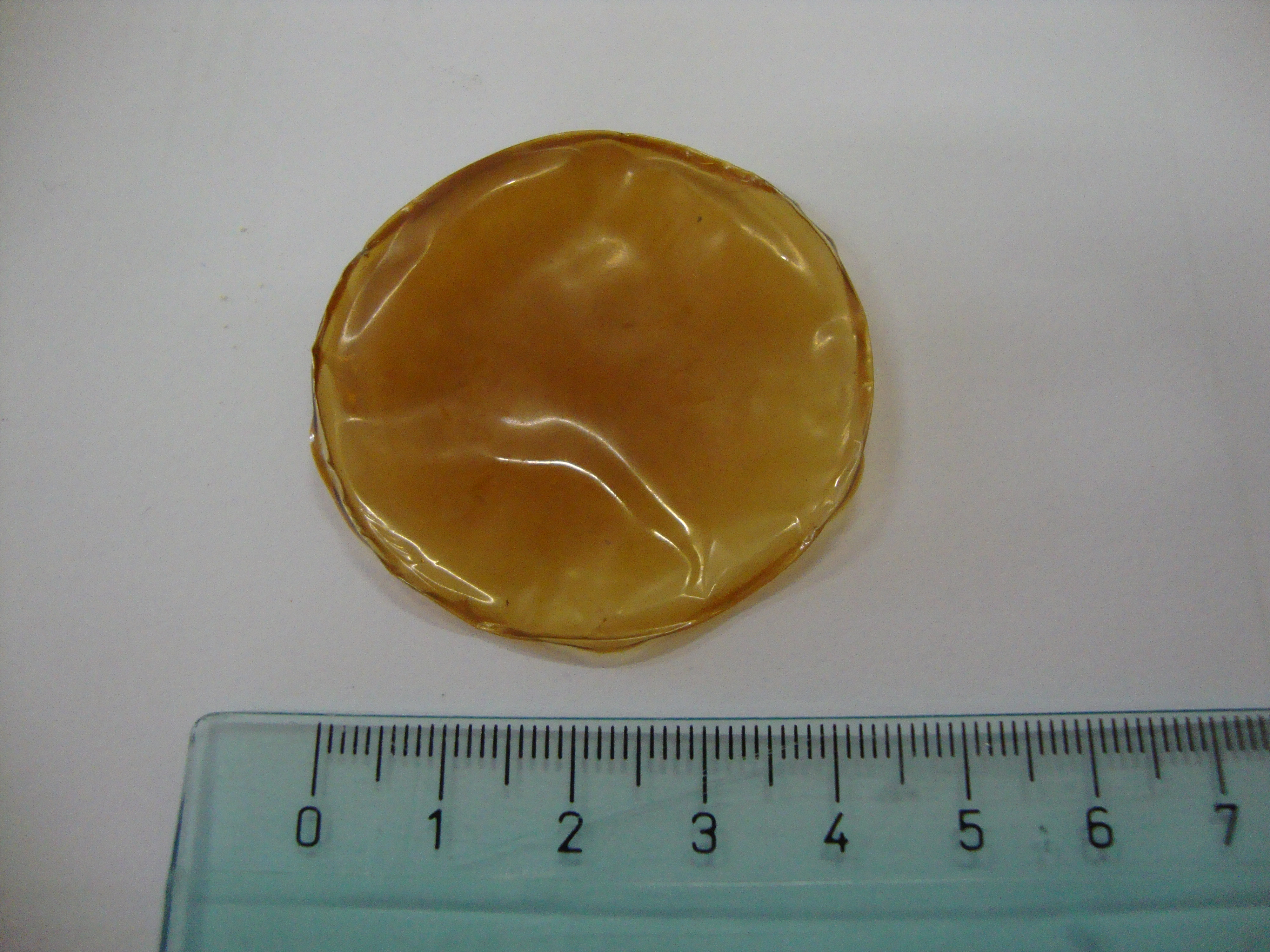
Membrana di PBI commerciale ottenuta via casting.

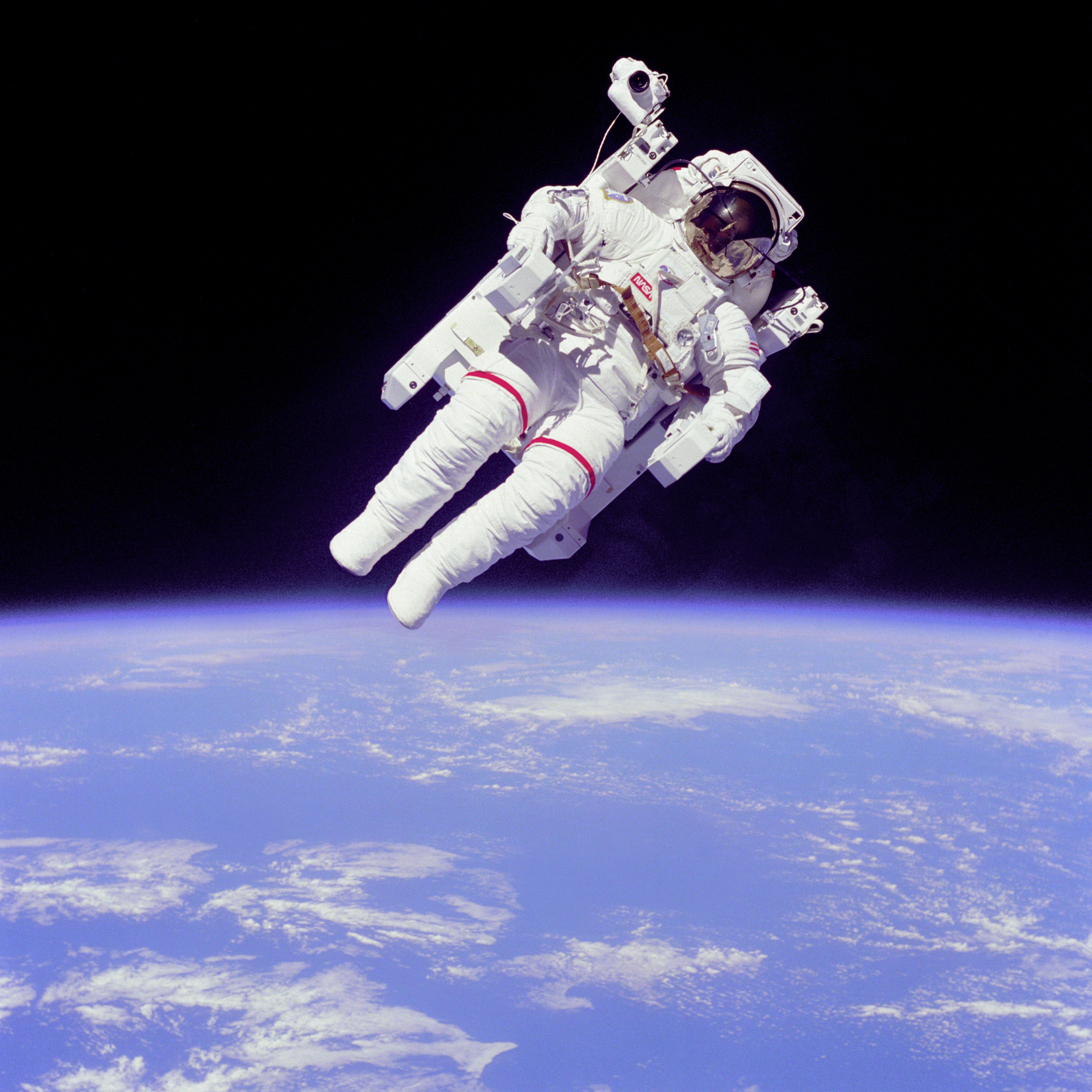
L'astronauta Bruce McCandless II dello Space Shuttle. Fonte:NASA

I polibenzimidazoli (PBI) sono una famiglia di polimeri sintetici ottenuti per polimerizzazione a stadi. Vengono così definiti perché contengono lungo la catena il gruppo benzimidazolico. I filati vengono usati per produrre tessuti particolarmente resistenti alle alte temperature (probabilmente i migliori commercialmente disponibili) usati fra gli altri dai pompieri, dagli astronauti, nei guanti dei saldatori e nelle tute dei piloti di auto da corsa.
Un'altra importante applicazione del PBI è quella del suo utilizzo come elettrolita nelle celle a combustibile definite PEMFC (Proton Exchange Membrane Fuel Cell).
Esistono diversi tipi di polibenzimidazoli, ma i più famosi sono sicuramente il PBI definito commerciale e l'ABPBI. Il Primo polibenzimidazolo completamente aromatico fu sintetizzato per la prima volta da Vogel e Marvel nel 1961, mentre la produzione industriale cominciò nel 1983.

## Produzione
Il PBI commerciale viene ottenuto su piccola scala (laboratorio) per reazione tra l'acido isoftalico e la 3,3'-diamminobenzidina. La sintesi viene normalmente condotta a temperature intorno ai 200 °C, utilizzando l'acido polifosforico (miscela di acido fosforico e anidride fosforica) come solvente, esso funge inoltre da agente disidratante (sposta l'equilibrio di reazione verso i prodotti sottraendo acqua all'ambiente di reazione) e da catalizzatore.
Industrialmente viene invece preparato facendo reagire il difenil isoftalato e la 3,3'-diamminobenzidina:
Il polimero ottenuto viene generalmente processato in soluzione utilizzando come solvente la N,N-dimetilacetammide e le fibre vengono ottenute per dry spinning. Le prime fibre di PBI commercialmente disponibili negli Stati Uniti d'America sono state prodotte da Celanese; a livello europeo uno dei principali produttori di PBI commerciale è la HOS-Technik GmbH.
L'ABPBI viene invece ottenuto per omopolimerizzazione dell'acido 3,4-diamminobenzoico in condizioni di reazione molto simili a quelle utilizzate per ottenere il PBI commerciale.

## Proprietà
La caratteristica più importante dei polibenzimidazoli è sicuramente quella dell'elevata stabilità termica (fino ad oltre 450 °C), inoltre anche ad elevate temperature non si incendiano ma si degradano per pirolisi.

### Resistenza chimica
| Resistenza chimica    | Grado    |
| --------------------- | -------- |
| Acidi - concentrati   | Discreta |
| Acidi - diluiti       | Buona    |
| Alcoli                | Buona    |
| Alcali                | Discreta |
| Idrocarburi aromatici | Buona    |
| Grassi e oli          | Buona    |
| Idrocarburi alogenati | Buona    |
| Chetoni               | Buona    |

### Proprietà termiche
| Proprietà termiche                     | Valori         |
| -------------------------------------- | -------------- |
| Coefficiente di dilatazione termica    | 23×10−6·K−1    |
| Heat deflection temperature - 0.45 MPa | 435 °C         |
| Conducibilità termica                  | 0.41 W·m−1·K−1 |
| Temperature di esercizio               | 260-450 °C     |

## Utilizzo nelle celle a combustibile
I polibenzimidazoli sono tra i polimeri più studiati per l'impiego nelle celle a combustibile di tipo PEMFC (Proton Exchange Membrane Fuel Cell). Storicamente le prime celle di questo tipo utilizzavano come membrana per lo scambio protonico polimeri tipo Nafion, tuttavia il loro impiego porta a diversi limiti tecnici nella messa a punto ottimale della cella. Si sono allora cercate delle alternative e tra queste ci sono i polibenzimidazoli. Le membrane ottenute da questi polimeri vengono impregnate con liquidi altobollenti aventi proprietà donor-acceptor di protoni, in sostituzione dell'acqua, come ad esempio l'acido fosforico. Questo permette di utilizzarle in celle che possono lavorare fino a temperature di 200 °C senza umidificazione. Questi polimeri conducono protoni attraverso un meccanismo acido-base. Si è dimostrato attraverso l'uso di spettri IR che durante il doping, necessario al fine di migliorare la conducibilità della membrana, ogni unità ripetitiva di PBI assorbe fino a 3 molecole di acido fosforico formando con le prime due un sale attraverso la protonazione dei siti basici, mentre la terza viene incorporata come acido tal quale. Ulteriori molecole di acido possono essere incorporate all'interno del polimero grazie alla formazione di legami a idrogeno con le molecole di acido direttamente legate ai siti basici della catena. 
Nel tentativo di ottimizzare il più possibile le prestazioni di questo tipo di polimeri sono stati condotti numerosi studi in cui si possono riconoscere due principali strategie: l'aggiunta di un filler (generalmente di natura inorganica) alla membrana o la sintesi di polibenzimidazoli strutturalmente differenti (ad esempio introducendo un maggior numero di siti basici per ogni unità ripetitiva) dal classico PBI commerciale e ABPBI. Ovviamente queste due strategie possono essere eventualmente combinate per esaltare i lati positivi dell'una e dell'atra.